# Unterseeboot 1195
L'Unterseeboot 1195 ou U-1195 est un sous-marin allemand (U-Boot) de type VIIC utilisé par la Kriegsmarine pendant la Seconde Guerre mondiale.
Le sous-marin fut commandé le 25 août 1941 à Danzig (Schichau-Werke), sa quille fut posée le 6 février 1943, il fut lancé le 2 septembre 1943 et mis en service le 4 novembre 1943, sous le commandement de l'Oberleutnant zur See Karl-Heinz Schröter.
Il fut coulé par la Royal Navy dans la Manche, en avril 1945.

## Conception
Unterseeboot type VII, l'U-1195 avait un déplacement de 769 tonnes en surface et 871 tonnes en plongée. Il avait une longueur totale de 67,10 m, un maître-bau de 6,20 m, une hauteur de 9,60 m, un tirant d'eau de 4,74 m et un tirant d'air de 4,86 m. Le sous-marin était propulsé par deux hélices de 1,23 m, deux moteurs diesel Germaniawerft M6V 40/46 de 6 cylindres en ligne de 1 400 cv à 470 tr/min, produisant un total de 2 060 à 2 350 kW en surface et de deux moteurs électriques Allgemeine Elektricitäts-Gesellschaft 460/8-276 de 375 cv à 295 tr/min, produisant un total 550 kW, en plongée. Le sous-marin avait une vitesse en surface de 17,7 nœuds (32,8 km/h) et une vitesse de 7,6 nœuds (14,1 km/h) en plongée. Immergé, il avait un rayon d'action de 93 milles marins (150 km) à 4 nœuds (7,4 km/h; 4,6 milles par heure) et pouvait atteindre une profondeur de 230 m. En surface son rayon d'action était de 9 426 milles nautiques (soit 15 170 km) à 10 nœuds (19 km/h).
L'U-1195 était équipé de cinq tubes lance-torpilles de 53,3 cm (quatre montés à l'avant et un à l'arrière) et embarquait quatorze torpilles. Il était équipé d'un canon de 8,8 cm SK C/35 (220 coups), d'un canon de 20 mm Flak C30 en affût antiaérien et d'un canon 37 mm Flak M/42 qui tire à 15 350 mètres avec une cadence théorique de 50 coups par minute. Il pouvait transporter 26 mines Torpedomine A ou 39 mines Torpedomine B. Son équipage comprenait 4 officiers et 44 à 56 sous-mariniers.

## Historique
Il sert de navire-école dans la 21. Unterseebootsflottille jusqu'au 31 décembre 1943, puis suit sa phase d'entraînement à la 24. Unterseebootsflottille et dans la 5. Unterseebootsflottille jusqu'au 31 décembre 1944. À partir du 1er janvier 1945, l'U-1195 rejoint son unité de combat dans la 11. Unterseebootsflottille.
Son unique patrouille de guerre débute le 25 février 1945 au départ de Bergen pour les côtes britanniques. Le 21 mars 1945 à 15 h 18, l'U-1195 navigue à environ neuf milles nautiques de Lizard Head (en) dans un épais brouillard lorsqu'il torpille un navire marchand américain du convoi TBC-102. L'attaque ne fait aucune victime ; le navire coulant six heures après le torpillage.
Le 6 avril 1945 au matin, le submersible torpille et coule le transport de troupes Cuba de 11 500 tonnes du convoi VWP 16, au sud-est de l'île de Wight. Le convoi était escorté par le 9e Escort Group comprenant le HMCS Nene (K270) (en), HMS Monnow (K441) (en), HMS Loch Alvie (K428) (en) et par la frégate française L'Escarmouche (Classe River), placés sous le commandement du HMS Watchman (D26) (en). 
Après avoir escorté le convoi jusqu'à Portsmouth, le Watchman et le Monnow reviennent en arrière pour tenter de retrouver le sous-marin. Le Monnow obtient le premier un contact ; le Commandant du Watchman lui ordonne de se tenir à l'écart afin de lancer au sous-marin des obus de mortier. Cette passe amène du mazout et de débris en surface. Le Watchman croyant avoir coulé sa cible, se contente de marquer la position d'une bouée et reprend sa route. La surprise fut grande lorsqu'une heure plus tard, L'Escarmouche signale qu'il repêche des sous-mariniers autour de la bouée, l'un d'entre eux étant même grimpé dessus.
Les obus de mortier ont touché l'U-1195 à la proue ouvrant une importante voie d'eau. Le sous-marin s'était alors posé par 30 mètres de fond avec une gite de plus de 40 degrés. Deux groupes d'hommes étaient encore vivants, huit dans le poste central et onze à l'arrière. Les huit premiers purent évacuer assez aisément par le kiosque. L'évacuation des onze autres était plus délicate.
L'angle important du bateau sur le fond leur imposait, sous la conduite du Commandant en second, de se regrouper au sas d'évacuation arrière. Pour ouvrir la porte du sas, il leur fallait noyer le compartiment pour équilibrer la pression. Le premier homme qui évacue est pris de panique et se noie dans le sas. Il faut trois hommes pour dégager le passage. Le Second empoigne les marins un par un et les propulse dans le sas vers la surface, quittant le bord en dernier. Les survivants étaient au nombre de dix-huit, deux officiers, cinq officiers-mariniers et 11 matelots.
Le Commandant Ernst Cordes et Trente-et-un sous-mariniers sont morts dans ce naufrage ;  le bateau repose à 34 mètres de profondeur, à la position 50° 33′ 17″ N, 0° 56′ 09″ O.

## Affectations
- 21. Unterseebootsflottille du 4 novembre 1943 au 31 décembre 1943 (Navire-école).
- 24. Unterseebootsflottille du 1er janvier 1944 au 31 octobre 1944 (Période de formation).
- 5. Unterseebootsflottille du 1er novembre 1944 au 31 décembre 1944 (Période de formation).
- 11. Unterseebootsflottille du 1er janvier 1945 au 6 avril 1945 (Unité combattante).

## Commandement
- Oberleutnant zur See Karl-Heinz Schröter du 4 novembre 1943 au 31 octobre 1944.
- Kapitänleutnant Ernst Cordes du 1er novembre 1944 au 6 avril 1945 (Croix de fer).

## Patrouilles
|       | Commandant          | Départ          | Départ       | Arrivée         | Arrivée      | Jours    | Succès   |
| ----- | ------------------- | --------------- | ------------ | --------------- | ------------ | -------- | -------- |
|       | Kptlt. Ernst Cordes | 4 février 1945  | Kiel         | 8 février 1945  | Horten       | 5 jours  |          |
|       | Kptlt. Ernst Cordes | 13 février 1945 | Horten       | 14 février 1945 | Kristiansand | 2 jours  |          |
|       | Kptlt. Ernst Cordes | 16 février 1945 | Kristiansand | 22 février 1945 | Bergen       | 7 jours  |          |
| 1     | Kptlt. Ernst Cordes | 25 février 1945 | Bergen       | 7 avril 1945    | Coulé        | 42 jours | 18 614   |
| Total | Total               | Total           | Total        | Total           | Total        | 56 jours | 18 614 t |

Note : Kptlt. = Kapitänleutnant

## Navires coulés
L'U-1172 a coulé deux navires marchands totalisant 18 614 tonneaux au cours de l'unique patrouille (56 jours en mer) qu'il effectua.
| Date         | Nom          | Nationalité | Tonnage | Convoi  | Fait  | Localisation        |
| ------------ | ------------ | ----------- | ------- | ------- | ----- | ------------------- |
| 21 mars 1945 | John R. Park | USA         | 7 194   | TBC-102 | Coulé | 49° 56′ N, 5° 26′ O |
| 6 avril 1945 | Cuba         | Royaume-Uni | 11 420  | VWP-116 | Coulé | 50° 36′ N, 0° 58′ O |